# Transvestitenschein

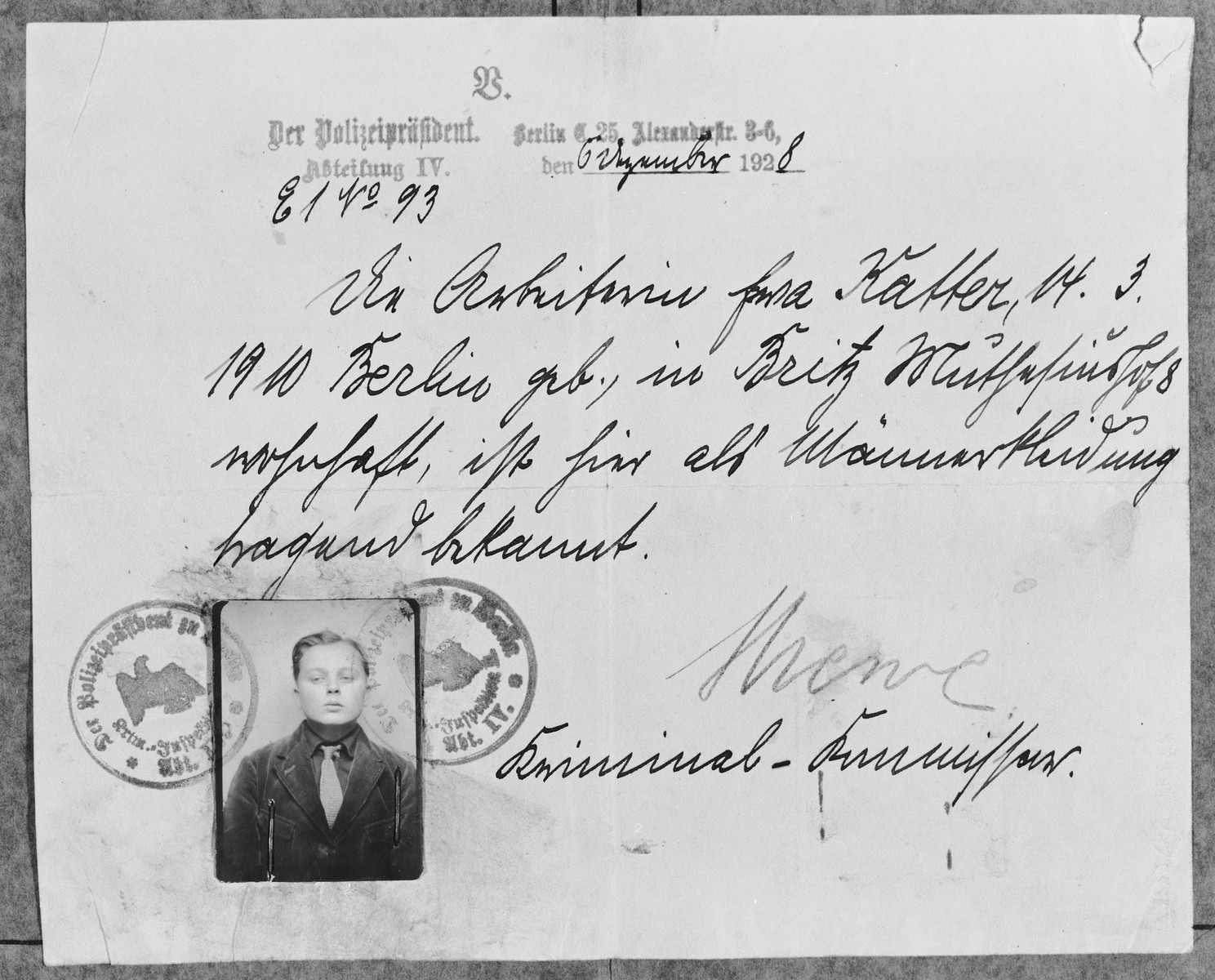
Het Transvestitenschein van Gerd Katter in 1928 uitgegeven door de politie van Berlijn

Een Transvestitenschein is een bewijs dat in de Weimarrepubliek werd uitgereikt aan mensen die kleding wilden dragen die niet in lijn lag met het hen bij de geboorte aangewezen geslacht. Dit konden mensen zijn die zich bezighielden met travestie in de moderne zin van het woord, maar ook mensen die trans waren en het gevoel waren niet in de ideeën over hun geslacht te passen. In deze periode werd de term Transvestit in het Duits voor beide groepen mensen gebruikt. De pas kon uitgereikt zijn door een arts, vaak gelieerd aan het Institut für Sexualwissenschaft, maar in veel gevallen ook door de lokale politie zelf. Opvallen genoeg werd de pas na 1933 ook wel uitgegeven door het Gestapo, hoewel de Nazi-overheid het gebruik van de passen actief probeerde terug te dringen.

## Noodzaak
Het dragen van kleding traditioneel voor het andere geslacht bedoeld was niet strafbaar in Duitsland, tenzij men de kleding wilde inzetten als vermomming om misdaad te verrichten. Toch werden mensen die niet passing waren desondanks vaak lastig gevallen door de politie en in sommige gevallen vastgezet met als argument de verstoring van de openbare orde. In sommige gevallen leverde dit zelfs gevangenisstraffen op omdat deze mensen veelal niet stopten met het dragen van hun kleding en daardoor als recidivisten werden beschouwd.

## Ontstaan van de pas
Al vroeg in de 19e eeuw begon Magnus Hirschfeld mensen te ontvangen die graag een Schein wilden verkrijgen. Zo hielp hij ene Katharina T. in 1908 nadat hij medisch onderzoek had verricht en haar ervaringen, ook op het gebied van genderdysforie had aangehoord. Hij verklaarde dat het voor Katharina van levensbelang was de gekozen kleding te dragen en dat, gezien het nogal mannelijke uiterlijk van zijn patiënt, het een grotere ordeverstoring zou opleveren om traditioneel vrouwelijke kleding te moeten dragen. In 1912 zou hij een vergelijkbare verklaring afleggen voor Louise S. In diens geval zou de pas door de politie uitgereikt worden en meer het karakter krijgen van een toestemmingspas.

## Relatie met de politie en politiek

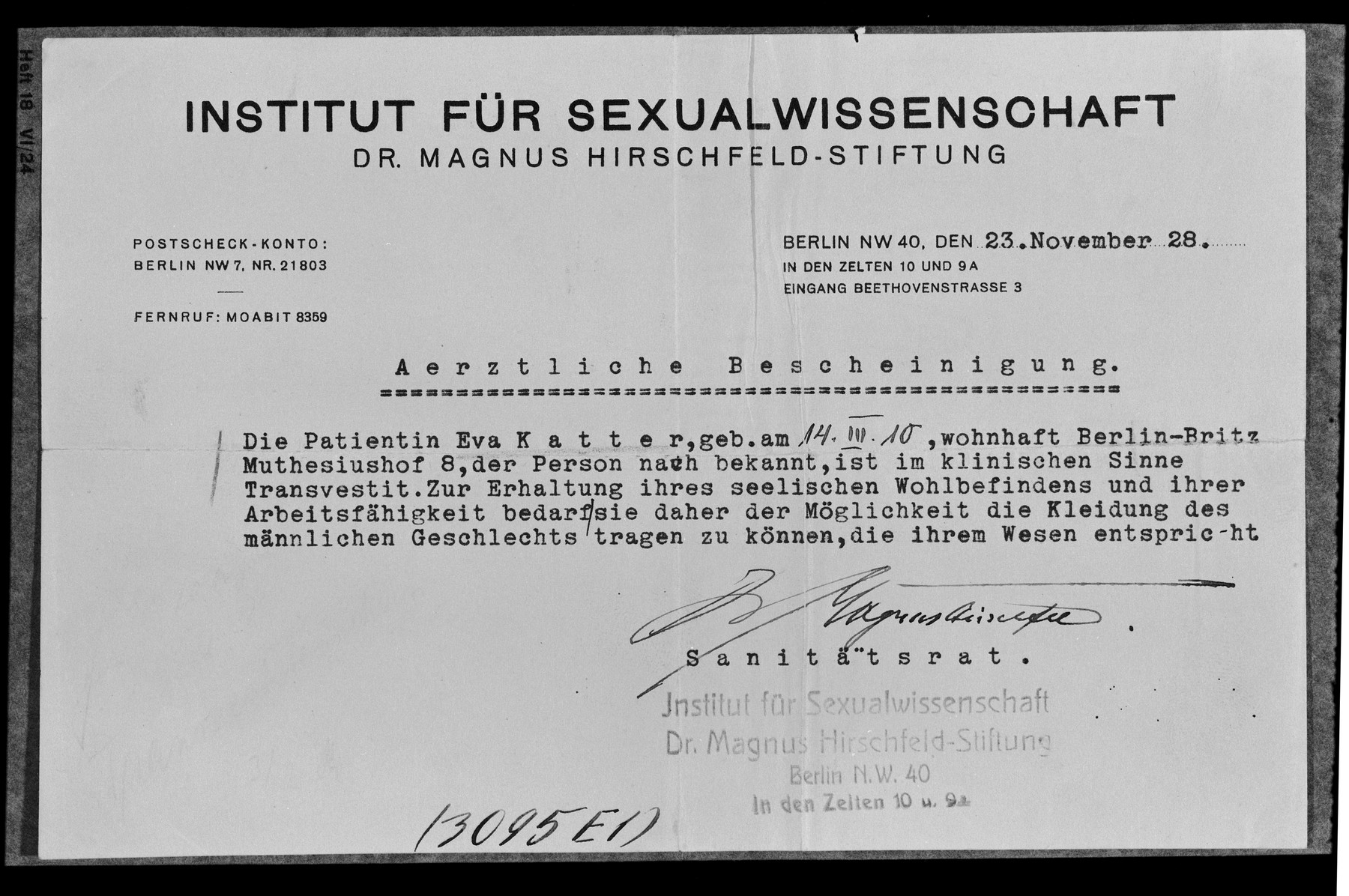
Het Transvestitenschein van Gerd Katter, uitgegeven in 1928 door het Instituut

Magnus Hirschfeld had, ondanks zijn eigen, in deze tijd nog illegale, homoseksualiteit, goede banden met verschillende politiecommissarissen opgebouwd. Daardoor kon hij passen zoals die van Louise S. regelen. Toch was er nog een reden: voor de politie was dit tevens een mogelijkheid om de Travestiten-populatie te documenteren en beter in de gaten te houden. Ook was de pas duidelijk gebouwd op de toen heersende wetenschap: juist dat Hirschfeld en andere artsen hun gewicht achter de aanvragers gooiden en onderzoek naar hen hadden gedaan maakte de aanvraag mogelijk. Een algemene liberalisering die in de Weimarrepubliek toch al gaande was, hielp daarnaast ook.
Vaak was het uitreiken van de pas een eerste stap in iemands transitie. In een aantal gevallen zou ook een officiële naamswijziging volgen, waarna soms ook een geslachtsbevestigende operatie volgde.

## Beëindiging van de pas
In 1933 werd tijdens de boekverbranding in nazi-Duitsland ook het Instituut für Sexualwissenschaft vernietigd. Hirschfeld was toen al jaren het land uit gevlucht. Toch bleven de passen nog geruime tijd in omloop. Alex S., die ook zijn naam van Jenny naar Alex had veranderd na het krijgen van de pas, zou zowel zijn gekozen naam als zijn pas verliezen in 1939.

## Personen met de pas
Hoewel veel passen verloren zijn gegaan na de verwoesting van het Instituut, zijn er toch een aantal patiënten van het Instituut bekend van wie we weten dat zij een Transvestitenschein hadden. Onder deze personen zijn:
- Dora Richter die na het verkrijgen van de pas ook haar naam zou veranderen en een geslachtsbevestigende operatie zou ondergaan[6]
- Toni Ebel die een vergelijkbaar pad als Richter volgde[7][8][9][10]
- Charlotte Charlaque die net als Richter en Ebel haar naam veranderde en operaties onderging[11]
- Gerd Katter die zijn naam veranderde en een operatie onderging[12] Gerd zou later zijn pas doneren aan het Magnus Hirschfeld Gesellschaft. Het is daardoor een van de weinige bewaard gebleven en gearchiveerde passen.[13][14]